# Väterbewegung
Die Väterbewegung (im Englischen fathers' rights movement) ist ein in den 1970ern und 80ern entstandener Teil der Männerrechtsbewegung mit besonderem thematischen Schwerpunkt im Bereich des Sorge- und Unterhaltsrechts.
Laut einer Schätzung 2006 sind etwa 8.000 Männer in der Väterbewegung engagiert. Ihre mediale Präsenz sei hoch.